# Donald C. Rogers
Donald C. Rogers ist ein US-amerikanischer Tontechniker.

## Leben
Donald C. Rogers’ Karriere begann als  Tontechniker beim Film Rhythmus im Blut (1954) mit Marilyn Monroe. Er arbeitete sich langsam vom Mikrofontechniker nach oben und war Teil der Soundcrew, die die Oscars bei Der König und ich (1956) sowie South Pacific (1958) gewann (damals wurde nur der leitende Tontechniker ausgezeichnet). Für Todd-AO arbeitete er als Aufnahmetechniker und wurde dort Kopf ihres Kamerateams, nachdem er einen sechsmonatigen Crashkurs in Kameraführung absolvierte.
Er war von 1971 bis 1992 der Director of Technical Operations bei den Samuel Goldwyn Studios. Das ihm unterstehende Sound Department erhielt in dieser Zeit 15 Oscars bei 23 Nominierungen. Von 1992 bis 1996 war er Sr. Vice President-Post Production Services bei Warner Bros. und wechselte dann zu Real Image Digital.
Rogers selbst beteiligte sich an über 1000 Filmproduktionen. Er erhielt bei der Oscarverleihung 1996 den Gordon E. Sawyer Award. Bis 2007 gehörte er dem Board of Governors der Academy of Motion Picture Arts and Sciences an. 2011 erhielt er von der Academy außerdem den ersten Fellowship of the Science and Technology Council.